# Hyboscolex equatorialis
Hyboscolex equatorialis är en ringmaskart som beskrevs av Blake 1981. Hyboscolex equatorialis ingår i släktet Hyboscolex och familjen Scalibregmatidae. Inga underarter finns listade i Catalogue of Life.